# Криштофович, Африкан Николаевич
Африка́н Никола́евич Криштофо́вич (27 октября [8 ноября] 1885, Крыштоповка, Близнюковский район — 8 ноября 1953, Ленинград) — советский учёный-геолог, палеоботаник, ботаник. Доктор биологических наук (1926)[уточнить]. Доктор геологических наук (1934). Академик АН УССР (с 1945), член-корреспондент АН СССР (1953). Лауреат Сталинской премии СССР (1946). Основатель научной школы.

## Биография и научная деятельность
Окончил мужскую гимназию в г. Павлограде. С 1903 обучался в Новороссийском университете, который окончил в 1908 с дипломом первой степени. Ученик ботаника-географа Г. И. Танфильева, почвоведа и физиолога растений А. И. Набоких, геолога В. Д. Ласкарева, зоолога А. А. Браунера.
Был оставлен при университете для подготовки к профессорскому званию по кафедре ботаники, в это время осуществил научные командировки в Египет, Японию, Австралию, Германию, Францию, Венгрию, Италию, Норвегию, Англию, провёл палеоботанические исследования на территории Украины, Молдавии, Крыма, читал курс палеоботаники, опубликовал ряд научных статей.
С 1914 года — адъюнкт-геолог Геологического комитета. С этого времени проводил геологические исследования в Сибири, Приамурье, на Сахалине, читал курс палеоботаники в Дальневосточном университете в Владивостокском политехническом институте.
По предложению американского палеонтолога Р. Дикерсона Криштофович участвовал в геологической экспедиции на Филиппинские острова, где им были собраны богатые геологические, палеоботанические и ботанические материалы, в последующем использоваеные ученым в многочисленных трудах по стратиграфии мезозойских и третичных отложений и угленосности Сибири и Дальнего Востока, фитогеографии, палеогеографии.
Заложил основы стратиграфии континентальных толщ Восточной Азии, открыл месторождение нефти на Сахалине, нашел скелетные остатки гигантского мезозойского динозавра, который теперь хранится в музее Санкт-Петербурга, решил ряд теоретических проблем происхождения современной растительности.
В годы октябрьского переворота и гражданской войны, находясь во Владивостоке в изоляции от центральных геологических учреждений центра, Криштофович приложил много усилий для организации Дальневосточного филиала Геологического комитета, который способствовал решению многих геологических проблем. Плодотворная деятельность ученого в изучении Дальневосточного края была отмечена наградами Русского Географического общества в 1924 году — серебряной медалью имени П. П. Семенова-Тян-Шанского, а в 1929 году — золотой медалью имени Ф. П. Литке.
После возвращения с Дальнего Востока избран старшим геологом Геолкома. Занимался научной деятельностью, читал лекции в Ленинградском университете и в Горном институте. 25 ноября 1926 в Одесском университете защитил докторскую диссертацию на тему «Меловая флора Русского Сахалина» с присуждением ученой степени доктора биологических наук.
В мае 1930 был арестован по так называемому «Делу Академии наук». Полтора года находился в Ленинградской тюрьме «Кресты». Благодаря вмешательству и ходатайству ученых, в частности академика А. П. Карпинского, в 1931 году Криштофович был отправлен в ссылку на 5 лет в Свердловск с разрешением на чтение лекций. Там он до конца 1934 года преподавал палеоботанику в Свердловском университете и в Горном институте.
Оригинальные труды ученого получили всемирное признание.
В 1934 ВАК СССР присудил ему степень доктора геологических наук без защиты диссертации. В 1936 году Национальное географическое общество США избирает его своим почётным членом. В 1938 году избран членом Московского общества естествоиспытателей. В 1946 году избран почетным членом Лондонского географического и Американского и Лондонского геологических обществ.
В 1945 году академия наук Украинской ССР избирает его действительным членом, а АН СССР в 1953 году — членом-корреспондентом.
Учебник профессора Криштофовича «Палеоботаника» в 1946 г. был отмечен Сталинской премией.
Был одним из основателей Российского палеонтологического общества (с 1949 года — Всесоюзное палеонтологическое общество), долгое время был его секретарем, заместителем председателя и председателем (1945). Был активным членом Всероссийского ботанического общества и Всесоюзного географического общества. На XVII сессии Международного геологического конгресса Криштофовича избрали вице-президентом Международного палеонтологического союза.
Скоропостижно скончался 8 ноября 1953 года, в день своего 68-летия, в Ленинграде. Был похоронен на Серафимовском кладбище, 8 участок, вблизи Храма Серафима Саровского.

Могила Криштофовича на Серафимовском кладбище Санкт-Петербурга

## Семья
Жена — Вера Михайловна (1888—1971), дети:
- Кай (1924—2015)[4]

## Адрес в Ленинграде
- 15-я линия В.О., д. 34

## Память
Именем Криштофовича были названы:
- 85 новых видов и других таксономических единиц флоры и фауны
- Горный хребет Криштофовича на острове Уруп в Курильской гряде (координаты 48° ю. ш. и 62° з. д.)
- Кратер на Марсе